# Coeliades aeschylus
Coeliades aeschylus is een vlinder uit de familie van de dikkopjes (Hesperiidae). De wetenschappelijke naam van de soort is voor het eerst gepubliceerd in 1884 door Carl Plötz.

## Verspreiding
De soort komt voor in Senegal, Gambia, Guinee, Burkina Faso en Benin.

## Waardplanten
De rups leeft op Acridocarpus chevalieri en Acridocarpus smeathmannii (Malpighiaceae).